# Natprirodno
Natprirodno je ono što nije u skladu sa zakonima prirode, ili sve ono što postoji iznad i izvan prirode. Primeri uključuju nematerijalna bića kao što su anđeli, bogovi i duhovi, i tvrdnje o ljudskim sposobnostima kao što su magija, telekineza, predskazanje i ekstrasenzorna percepcija. U popularnoj kulturi, filmovima i beletristici, natprirodno je neprecizno i netačno često povezano s paranormalnim i okultnim, što se bitno razlikuje od tradicionalnog poimanja natprirodnog u hrišćanstvu, gde se čuda (uskrsnuće, hod po vodi, bezgrešno zaćeće, ozdravljenje bolesnih) smatraju natprirodnim.
Istorijski, natprirodne moći su pozivane da bi se objasnio širok opseg različitih fenomena poput munje, godišnjih doba i ljudskih čula. Prirodnjaci tvrde da ništa izvan fizičkog sveta ne postoji, i ukazuju na nedostatak pouzdanih dokaza za bilo šta natprirodno, i stoga održavaju skeptičan stav prema nadnaravnim konceptima.
Natprirodno se javlja u okultnim i religioznim kontekstima, ali se može pojaviti i kao objašnjenje u sekularnim kontekstima, kao u slučajevima sujeverja ili verovanja u paranormalno.

## Etimologija i istorija koncepta
Semantička vrednost termina pomerala se tokom istorije njegove upotrebe. Prvobitno se termin odnosio isključivo na hrišćanska razumevanja sveta. Na primer, kao pridev, ovaj termin može značiti „pripadnost carstvu ili sistemu koji nadilazi prirodu, kao božanska, magična ili sablasna bića; kojima se pripisuje ili za koja se misli da otkrivaju neku silu van naučnog razumevanja ili zakona prirode; okultno, paranormalno” ili „više od onoga što je prirodno ili obično; neprirodno ili neobično veliko; nenormalno, izvanredno”. Zastarele upotrebe uključuju „ono što se odnosi na ili se bavi metafizikom”. Kao imenica, izraz može značiti „natprirodno biće”, sa posebno jakom istorijom primene u kontekstu entiteta iz mitologija autohtonih naroda Amerike.
Dijalozi iz neoplatonske filozofije u trećem veku nove ere doprineli su razvoju koncepta natprirodnog putem hrišćanske teologije u kasnijim vekovima. Izraz priroda postojao je još od antičkih vremena, s latinskim autorima poput Avgustina koji je koristio tu reč i njene srodnike najmanje 600 puta u delu Božji grad. U srednjovekovnom periodu „priroda” je imala deset različitih značenja, a „prirodno” jedanaest različitih značenja. Peter Lombard, srednjovekovni skolastik iz 12. veka, bavio se pitanjima o uzrocima koji nadilaze prirodu, u smislu toga kako mogu postojati uzroci koji su sami Bog. U svojim spisima je koristio izraz praeter naturam. Toma Akvinski je u skolastičkom periodu čuda svrstao u tri kategorije: „iznad prirode”, „izvan prirode” i „protiv prirode”. Čineći to, izoštrio je razliku između prirode i čuda u većoj meri nego što su to činili rani crkveni ocevi. Kao rezultat toga, on je stvorio dihotomiju vrsta prirodnog i natprirodnog. Iako se fraza supra naturam koristila od 4. veka nove ere, Toma Akvinski je tokom 1200-ih upotrebljavao izraz „supernaturalis”. Međutim, taj je termin morao da sačeka kraj srednjovekovnog perioda pre nego što je ušao u širu upotrebu. Rasprave o „prirodi” iz skolastičkog perioda bile su raznolike i neusklađene, tako da su neki postulirali da su čak i čuda prirodna, i da je prirodna magija prirodni deo sveta.

## Epistemologija i metafizika
Metafizičkim razmatranjima postojanja natprirodnog teško da se može pristupiti kao filozofskoj ili teološkoj vežbi, jer bilo koja eventualna zavisnost od njegovih antiteza, prirodnih razmatranja, ultimativno mora biti invertovana ili odbačena.
Jedan od komplikujućih faktora je da postoji neslaganje u definiciji „prirodnog” i granicama naturalizma. Pojmovi u nadnaravnom domenu usko su povezani sa konceptima religiozne duhovnosti i okultizma ili spiritualizma.

## Natprirodno u popularnoj kulturi
Sva mitološka bića su natprirodna, uključujući: vampire, vukodlake, suđenice
Pre suvremenog razvitka nauke ljudi su odgovore za životne događaje koji su im bili neobjašnjivi tražili u natprirodnom, što je rezultiralo poganstvom i politeizmom. U moderno doba takav način gledanja na svet je redak, ali mitologija je plodno tlo za književnike. Jedan od početaka je bio kad je 1818. godine Meri Šeli anonimno objavila Frankenštajna ili modernog Prometeja. Osamdeset godina kasnije, 1897. godine Brem Stoker objavljuje Drakulu. O oba natprirodna bića snimljen je ceo niz filmova, o Drakuli 15 adaptacija romana i nebrojene varijacija teme, isto vredi i za Frankenštajna. Početkom 21. veka dolazi do novog talasa u medijskom prikazivanju natprirodnog. Serijal knjiga i filmova čiji je glavni lik Hari Poter prikazuje svet dobrih čarobnjaka i zlih čudovišta. Gospodar prstenova, Hobit slična je tema samo namenjen nešto starijoj publici. Filmovi Sumrak i njegovi nastavci izazivaju uzdahe tinejdžerki nad sudbinom Bele Svan i Edvarda Kalena, vampira, te ljubavni trougao u kome je Džejkob Blek vukodlak, jer je tematika vampira ili vukodlaka zasebno donekle istrožena, dok njihove kombinacije privlače pažnju. Brojne su i televizijske serije, poput:
- Ukus krvi (engl. True blood, vampiri u američkoj provinciji, izmišljeni gradić Bon Temps, Luizijana)
- Šaptačica duhovima (engl. Ghost Whisperer, devojka koja ima dar da vidi i komunicira s duhovima i pomaže im oko nedovršenih poslova da mogu ući u svetlost)
- Lovci na natprirodno (engl. Supernatural, dvoje braće krstare širom SAD loveći sva natprirodna bića)
- Vampirski dnevnici (engl. The vampire diaries, vampiri u američkoj provinciji 2, izmišljeni gradić Mistic Fols u Virdžiniji)

Većina ovih ostvarenja formalno spada u žanr fantastike.

## Literatura
- Bouvet R; Bonnefon J. F. (2015). „Non-Reflective Thinkers Are Predisposed to Attribute Supernatural Causation to Uncanny Experiences”. Personality and Social Psychology Bulletin. 41 (7): 955—61. PMID 25948700. doi:10.1177/0146167215585728.
- McNamara P, Bulkeley K (2015). „Dreams as a Source of Supernatural Agent Concepts”. Frontiers in Psychology. 6: 283. PMC 4365543 . PMID 25852602. doi:10.3389/fpsyg.2015.00283.
- Riekki T, Lindeman M, Raij TT (2014). „Supernatural Believers Attribute More Intentions to Random Movement than Skeptics: An fMRI Study”. Social Neuroscience. 9 (4): 400—411. PMID 24720663. doi:10.1080/17470919.2014.906366.
- Purzycki Benjamin G (2013). „The Minds of Gods: A Comparative Study of Supernatural Agency”. Cognition. 129 (1): 163—179. PMID 23891826. doi:10.1016/j.cognition.2013.06.010.
- Thomson P, Jaque SV (2014). „Unresolved Mourning, Supernatural Beliefs and Dissociation: A Mediation Analysis”. Attachment and Human Development. 16 (5): 499—514. PMID 24913392. doi:10.1080/14616734.2014.926945.
- Vail K. E; Arndt J; Addollahi A. (2012). „Exploring the Existential Function of Religion and Supernatural Agent Beliefs Among Christians, Muslims, Atheists, and Agnostics”. Personality and Social Psychology Bulletin. 38 (10): 1288—1300. PMID 22700240. doi:10.1177/0146167212449361.
- Hutton, Ronald (1995). The Pagan Religions of the Ancient British Isles: Their Nature and Legacy (Reprint изд.). Oxford; Cambridge: Blackwell. стр. 289—291, 335. ISBN 978-0631189466.
- Tambiah, Stanley Jeyaraja (1991). Magic, Science, Religion, and the Scope of Rationality (Reprint изд.). Cambridge: Cambridge University Press. ISBN 978-0521376310.
- Hanegraaff, Wouter J. (2006). Dictionary of Gnosis & Western Esotericism (Unabridged изд.). Leiden: Brill. стр. 718. ISBN 978-9004152311.
- Mauss, Marcel; Bain, Robert; Pocock, D. F. (2007). A General Theory of Magic (Reprint изд.). London: Routledge. ISBN 978-0415253963.
- Glazier, Stephen D. (1999). „Classification of Religions”. Anthropology of Religion: A Handbook.
- Bowie, Fiona (1999). The Anthropology of Religion: An Introduction. Oxford: Blackwell.
- Cassirer, Ernst (2006) [1944].  Lukay, Maureen, ур. An Essay On Man: An Introduction to a Philosophy of Human Culture. Hamburg: Meiner. ISBN 978-3-7873-1423-2.
- Cotrupi, Caterina Nella (2000). Northrop Frye and the Poetics of Process. Toronto: University of Toronto Press. ISBN 978-0-8020-8141-4.
- Durkheim, Émile (1912). The Elementary Forms of the Religious Life.
- Eller, J. D. (2007). Introducing Anthropology of Religion. New York: Routledge. ISBN 978-0-203-94624-4.
- Feuerbach, Ludwig (1841). The Essence of Christianity.
- Geertz, Clifford (1966). „Religion as a Cultural System”.  Ур.: Banton, Michael. Anthropological Approaches to the Study of Religion. London: Tavistock (објављено 2006). ISBN 978-0-415-33021-3.
- Glazier, Stephen (1999). Anthropology of Religion: A Handbook. Westport, CT: Praeger.
- Guthrie, Stewart Elliott (2000). „Projection”.  Ур.: Braun, Willi; McCutcheon, Russell T. Guide to the Study of Religion. London: Cassell. ISBN 978-0-304-70176-6.
- Harvey, Van A. (1995). Feuerbach and the Interpretation of Religion. Cambridge, England: Cambridge University Press (објављено 1997). ISBN 978-0-521-58630-6.
- Harvey, Van A. (1996). „Projection: A Metaphor in Search of a Theory?”.  Ур.: Philips, D. Z. Can Religion Be Explained Away?. Claremont Studies in the Philosophy of Religion. London: Palgrave Macmillan. стр. 66—82. ISBN 978-1-349-24860-5. doi:10.1007/978-1-349-24858-2_4.
- Mackey, James Patrick (2000). The Critique of Theological Reason. Cambridge University Press.
- Manickam, T. M. (1977). Dharma According to Manu and Moses. Bangalore: Dharmaram Publications.
- Marett, Robert Ranulph (1932). Faith, Hope and, Charity in Primitive Religion. New York: Macmillan Company. Приступљено 21. 11. 2017.
- Nelson, John K. (1990). A Field Statement on the Anthropology of Religion. Berkeley, California: University of California, Berkeley. Архивирано из оригинала 2. 3. 2007. г. Приступљено 21. 11. 2017.
- Pandian, Jacob (1997). „The Sacred Integration of the Cultural Self: An Anthropological Approach to the Study of Religion”.  Ур.: Glazier, Stephen D. Anthropology of Religion: A Handbook. Westport, Connecticut: Praeger.
- Walbridge, John (1998). „Explaining Away the Greek Gods in Islam”. Journal of the History of Ideas. 59 (3): 389—403. ISSN 1086-3222. doi:10.1353/jhi.1998.0030.
- Weber, Max (2002).  Baehr, Peter R.; Wells, Gordon C., ур. The Protestant Ethic and the "Spirit" of Capitalism and Other Writings. Превод: Baehr, Peter R.; Wells, Gordon C. New York: Penguin Books. ISBN 978-0-14-043921-2.

## Spoljašnje veze
- Hardon, Fr. John. „Supernatural Order”. Eternal Life. Приступљено 15. 9. 2008.
- „Popular psychology, belief in life after death and reincarnation in the Nordic countries, Western and Eastern Europe” (PDF). Архивирано из оригинала (PDF) 30. 09. 2009. г. Приступљено 18. 12. 2019.